# Михаэль (фильм, 1924)
«Михаэль» (нем. Michael) — немецкий немой фильм-драма 1924 года режиссёра Карла Теодора Дрейера. Кинокартина снята по мотивам романа Германа Банга «Михаэль», который вышел в 1902 году (первая экранизация, «Крылья», была создана в 1916 году Морицем Стиллером). Фильм считается одной из вех гей-кино. Альфред Хичкок снял по его мотивам фильм «Негодяй» (1925).

## Сюжет
Известный художник Клод Зоре влюбляется в свою модель Михаэля. Они какое-то время живут счастливо как партнёры. Однако Зоре значительно старше своего избранника и с течением времени Михаэль отдаляется от него, хотя Клод этого не замечает.
Однажды к художнику приходит обанкротившаяся графиня, которая под предлогом заказа портрета намеревалась соблазнить его и вытянуть из него деньги. Однако она быстро обнаруживает, что Михаэль более восприимчив к ней и переключается на него. Михаэль влюбляется в неё. Когда Клод обнаруживает это, он ужасно подавлен.
Михаэль продаёт ради графини свой портрет кисти Клода, который был ему подарен. Потом начинает воровать и продавать эскизы, сделанные Зоре в Алжире, где они впервые встретились и полюбили друг друга. Через некоторое время Михаэль и графиня уезжают.
Клод начинает писать большую работу, называющуюся «Человек, который потерял всё», рисуя человека, лежащего на пляже Алжира. По завершении картины Зоре сильно заболевает. У его смертного одра стоит его друг Чарльз Свитт, который всегда любил его, всегда был с ним, никогда не критиковал Михаэля, боясь задеть безответную любовь друга. Свитт посылает письмо Михаэлю с известием о том, что Зоре умирает и просит его немедленно приехать. Однако графиня не даёт письму дойти до адресата. Последними словами Зоре, которые также служат прологом к фильму, являются: «Теперь я могу спокойно умереть, ибо я видел настоящую любовь».

## В ролях
- Вальтер Слезак — Михаэль
- Беньямин Кристенсен — Клод Зоре
- Нора Грегор — графиня Лучия Замикофф
- Роберт Гаррисон[англ.] — Чарльз Свитт